# Diplatyidae
Diplatyidae es una familia de insectos en Dermaptera en el suborden Neodermaptera. Posee una única subfamilia, Diplatyinae, la cual tiene seis géneros, cinco modernos y uno extinto descripto a partir de fósiles.  El género Tytthodiplatys fue descripto en el 2011 a partir de un fósil hallado en ámbar de Burma el cual se remonta al Albiano del Cretácico. El mismo no fue ubicado en la subfamilia Diplatyinae, y es el más antiguo miembro confirmado de la familia.

## Taxonomía
Los géneros de Dermaptera son:
Diplatyidae Verhoeff, 1902
- Subfamilia Diplatyinae Verhoeff, 1902
  - Género Circodiplatys Steinmann, 1986
  - Género Diplatys AudinetServille, 1831
  - Género Haplodiplatys Hincks, 1955
  - Género Lobodiplatys Steinmann, 1986
  - Género Schizodiplatys Steinmann, 1974
- Subfamilia incertae sedis
  - Género †Tytthodiplatys Engel, 2011